# Medina fasclata
Medina fasclata är en tvåvingeart som först beskrevs av Macquart 1851.  Medina fasclata ingår i släktet Medina och familjen parasitflugor.
Artens utbredningsområde är Schweiz. Inga underarter finns listade i Catalogue of Life.